# Переростки (фильм)
«Переростки» (англ. The Inbetweeners Movie) — полнометражная молодёжная комедия режиссёра Бена Палмера, являющаяся своеобразным продолжением телесериала «Переростки». Мировая премьера состоялась 19 августа 2011 года. Российская — 1 декабря 2011 года. Съемки начались 6 февраля 2011 года на Мальорке. Тизер к фильму был выпущен 9 июня 2011 года. Второй полноценный трейлер был выпущен 8 июля 2011 года.

## Сюжет
Четверо друзей отправляются в путешествие на остров Крит, чтобы не только как следует отдохнуть на популярном курорте Малия, но и столкнуться с типичными проблемами 18-летних подростков.

## В ролях
| Персонаж         | В ролях        |
| ---------------- | -------------- |
| Уилл Маккензи    | Саймон Берд    |
| Саймон Купер     | Джо Томас      |
| Джей Картрайт    | Джеймс Бакли   |
| Нэйл Сазерлэнд   | Блейк Харрисон |
| Генри Ллойд-Хьюз | Марк Донован   |

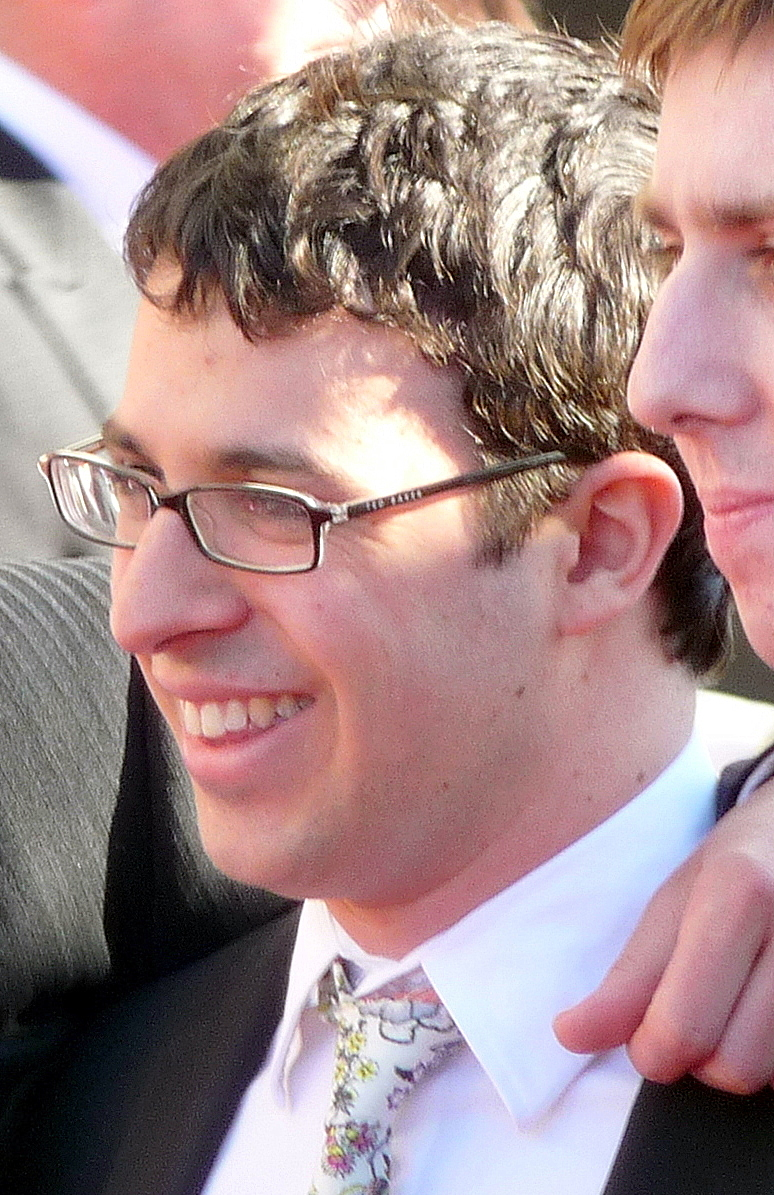
Саймон Берд в роли Уилльяма Маккензи
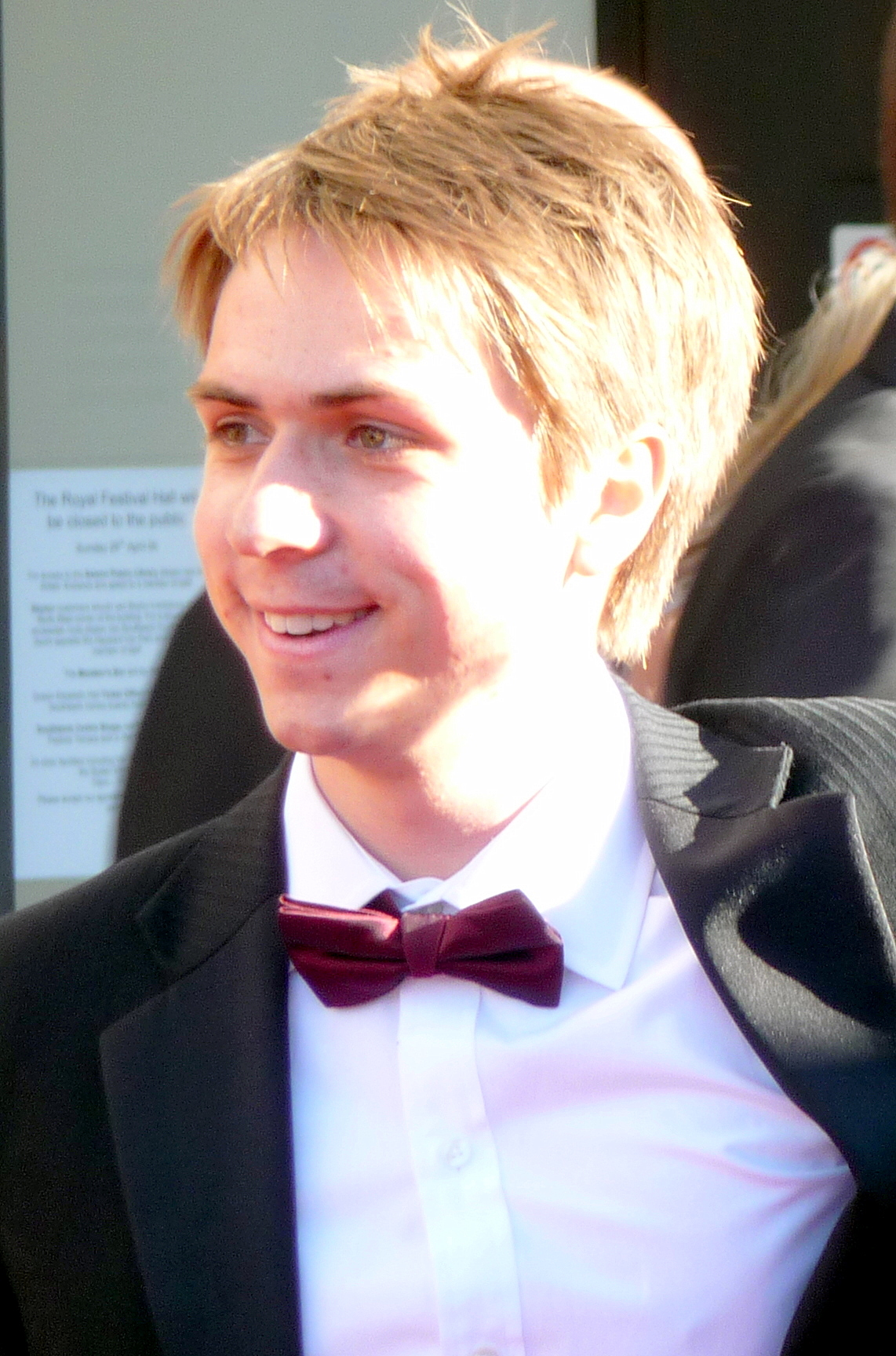
Джо Томас в роли Саймона Купера
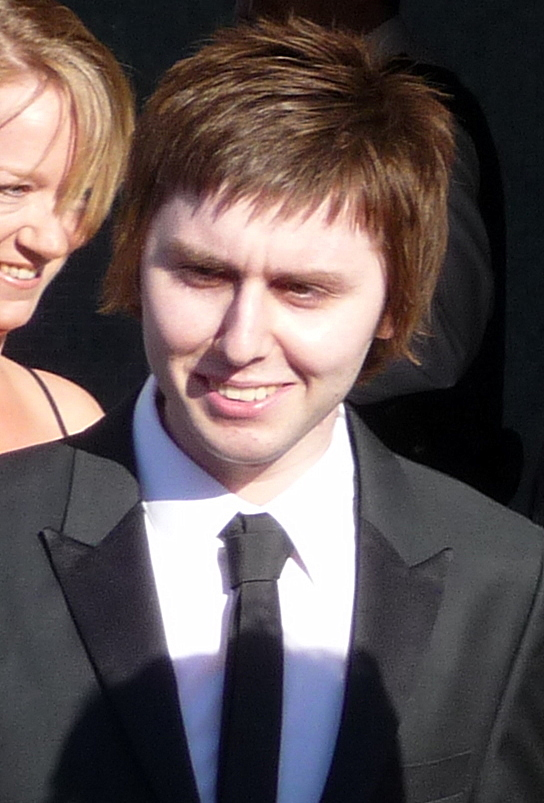
Джеймс Бакли в роли Джея Картрайта
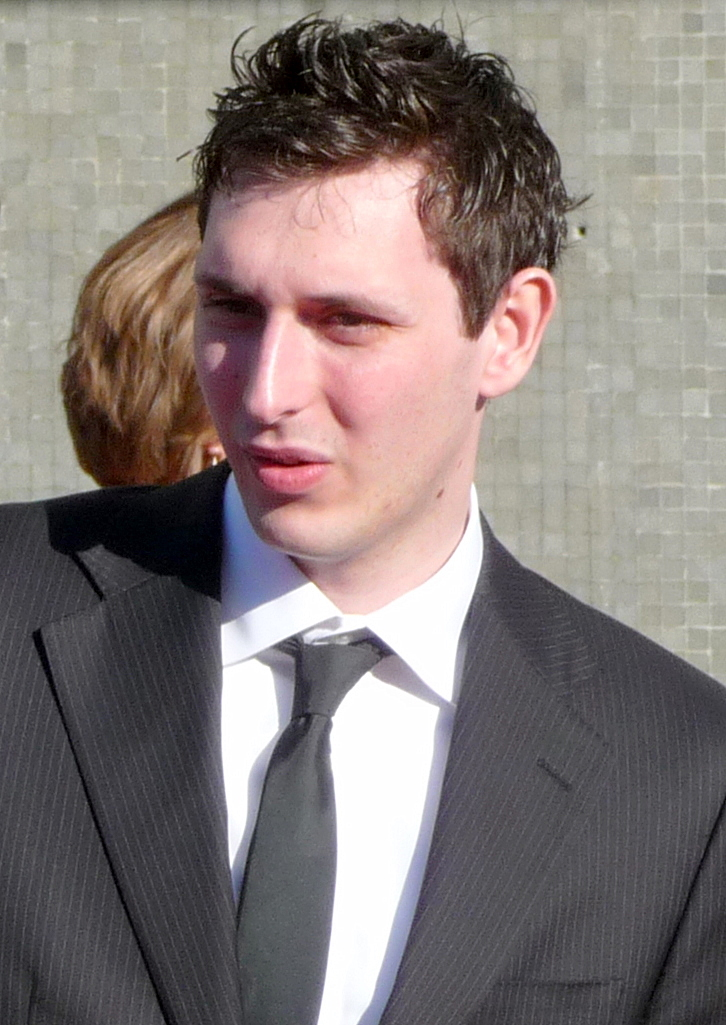
Блейк Харрисон в роли Нэйла Сазерлэнда